# Melanoplus littoralis
Melanoplus littoralis är en insektsart som beskrevs av Roberts 1942. Melanoplus littoralis ingår i släktet Melanoplus och familjen gräshoppor. Inga underarter finns listade i Catalogue of Life.